# 리 딕슨
리 마이클 딕슨(Lee Michael Dixon, 1964년 3월 17일 ~ )은 아스날, 번리, 베리, 체스터 시티, 스토크 시티와 잉글랜드 대표팀에서 오른쪽 수비수로 뛴 은퇴한 잉글랜드의 축구선수다.
어린 시절, 맨체스터 시티의 팬이였던 딕슨은 번리 유스로서 축구를 시작하여 1982년에 프로 데뷔를 했다. 그는 1986년 £50,000의 이적료에 스토크 시티로 이적하기 전까지 체스터 시티와 베리에서 뛰기도 했다. 그는 스토크에서 바로 인상깊은 활약을 펼쳤으며 스티브 보울드와 완벽한 수비 협력을 만들어냈다. 둘의 잠재력과 실력은 아스날의 관심을 끌었고 1988년 1월 £765,000의 이적료에 둘 다 "거너스"로 이적하게 된다.
딕슨은 곧바로 팀 내 입지를 다졌고 아스날은 시즌 마지막 경기에서 극적으로 18년 만의 리그 우승을 이뤄냈다. 아스날의 수비는 2002년 그가 은퇴할 때까지 성공적이였으며 딕슨은 아스날에서 4번의 리그 우승, 3번의 FA컵 우승, UEFA 컵 위너스 컵 우승을 경험했다. 그는 1989-90, 1990-91 시즌 PFA 올해의 팀에 이름을 올렸다. 그의 은퇴는 아스날이 더블을 기록한 2001-02 시즌이 끝나면서 다가왔다.
딕슨은 잉글랜드 대표팀 소속으로 22경기에 출전해 1골을 넣었다.
딕슨은 은퇴한 이후로 축구 전문가, 칼럼니스트로 일하고 있다. 그는 BBC의 Match of the Day와 Football Focus에서 일하며 TV에 출연하기 시작했고 2012년 7월에 ITV Sport로 이직했다.

## 수상

### 아스날 FC
- 프리미어리그 : 1988–89, 1990–91, 1997-98, 2001-02
- FA컵 : 1992–93, 1997–98, 2001–02
- 채리티 쉴드 : 1991, 1998, 1999
- 유로피언컵 위너스컵 : 1993-94

#### 개인
- PFA 올해의 팀 : 1986-87, 1989-90, 1990-91
- 스토크 올해의 선수 : 1987